# Coupe de la Ligue (hockey su ghiaccio)
La Coppa di lega, ufficialmente Coupe de la Ligue, è stata una competizione di hockey su ghiaccio ad eliminazione diretta che si è disputata in Francia dal 2007 al 2016 e che vedeva coinvolte le squadre della Ligue Magnus.

## Formato
A differenza della Coppa di Francia, disputata dalle squadre di tutti e quattro i livelli dell'hockey su ghiaccio francese, alla Coupe de la Ligue prendevano parte le 14 squadre della Ligue Magnus, a cui si aggiungevano la squadra retrocessa nella stagione precedente in Division 1 ed una sedicesima squadra, che nel corso del tempo è stata o la seconda classificata della precedente Division 1 (dal 2007 al 2010) o la Francia under 20 (2011-2016).
Per le prime due edizioni si è disputato un torneo interamente ad eliminazione diretta, con gare di andata e ritorno per gli ottavi di finale, i quarti e le semifinali, ed in gara unica per la finale.
Dalla terza edizione le 16 squadre vennero divise in quattro gironi da quattro squadre, che si affrontavano in un girone all'italiana di andata e ritorno. Le prime due di ciascun girone si qualificavano ai play-off, con gare di andata e ritorno per i quarti e le semifinali, ed in gara unica per la finale.
Il torneo è stato soppresso dopo l'edizione 2015-2016 per la crisi economica che ha colpito in quel periodo l'hockey su ghiaccio francese e che aveva portato alla diminuzione del numero di squadre in Ligue Magnus da 14 a 12.

## Albo d'oro
| Edizione | Vincitore         |
| -------- | ----------------- |
| 2016     | Rapaces de Gap    |
| 2015     | Brûleurs de Loups |
| 2014     | Dragons de Rouen  |
| 2013     | Dragons de Rouen  |
| 2012     | Diables Rouges    |
| 2011     | Brûleurs de Loups |
| 2010     | Dragons de Rouen  |
| 2009     | Brûleurs de Loups |
| 2008     | Dragons de Rouen  |
| 2007     | Brûleurs de Loups |